# Ordre architectural

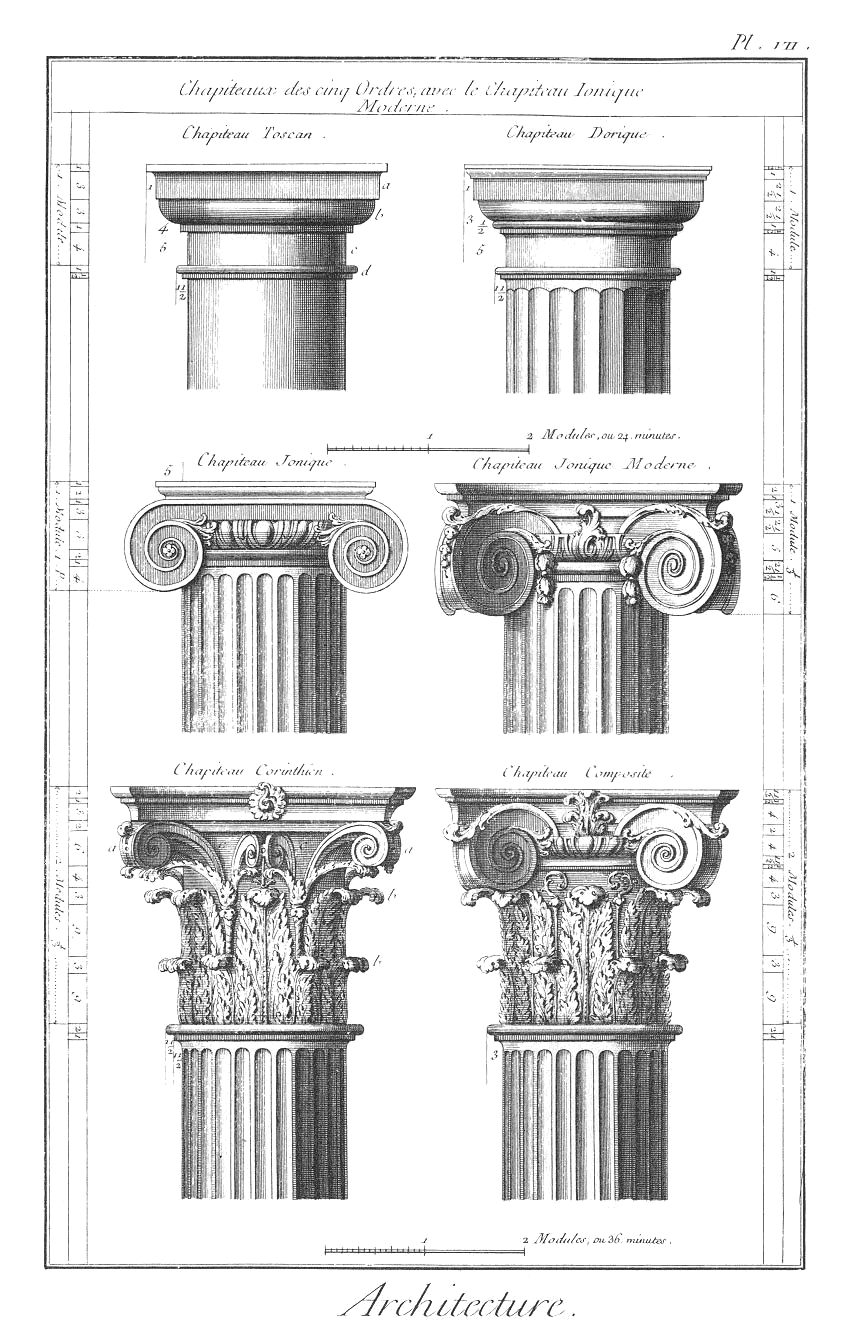
Chapiteaux de formes classiques (extrait de l’Encyclopédie, vol. 18) : a. toscan, b. dorique, c. ionique, d. ionique moderne, e. corinthien, f. composite

L'ordre, en architecture, détermine les proportions, les formes et l’ornementation de toute partie construite en élévation (en particulier des colonnes, sans que leur présence soit impérative, des pilastres, des supports, des entablements). Les Grecs n’en reconnaissaient que trois : l’ordre dorique, l’ordre ionique et l’ordre corinthien, les Romains en ont ajouté deux : l’ordre toscan et l’ordre composite. Les proportions des colonnes sont définies à l'aide des ordres.
Suivant Vitruve, les architectes, ayant remarqué que le pied de l’homme était la sixième partie de la hauteur du corps, transposèrent cette proportion dans leurs colonnes : « Quelle que fût la grosseur d’une colonne à son pied, ils lui donnèrent une hauteur sextuple, y compris le chapiteau. C’est ainsi que la colonne dorique prit l'empreinte des proportions, de la force et de la beauté du corps de l’homme. »
Plus tard, voulant élever un temple à Diane, ils cherchèrent à instaurer un nouvel ordre : ils lui donnèrent quelque chose de la grâce de la femme et portèrent la hauteur des colonnes à huit diamètres, afin que celles-ci paraissent plus sveltes. Ils y ajoutèrent des bases avec des enroulements, à l’imitation des chaussures et ils placèrent des volutes au chapiteau pour représenter les grandes boucles de la chevelure, rejetée à gauche et à droite du visage. Des cimaises et des guirlandes furent, comme des ornements arrangés sur le front des colonnes, enfin des cannelures creusées le long du fût imitèrent les plis d’une robe. Ces colonnes constituent l’ordre ionique qui tient son nom du peuple qui les a inventées. Le troisième ordre, que nous appelons corinthien, imite la grâce d’une jeune fille : il en a les proportions délicates.
À ces trois ordres, on en ajouta successivement deux, qui sont l’ordre toscan et l’ordre composite.
Des ordres éphémères ont été tentés : l'Ordre éolique pouvant être décodé comme un ordre antique autonome, l'Ordre français de la période classique française.
Ultérieurement, quelques ordres composés « à l’antique » de façon formelle sont apparus dans l’architecture qualifiée de « moderne ».
Ils n'ont pas de valeur de représentation philosophico-religieuse du Cosmos, mais présentent uniquement la continuité culturelle classique. Cela est quelquefois une "philosophie des sens" en Idéal[pas clair] comme l'« architecture parlante » d'Étienne-Louis Boullée, voire quelquefois n'est pas représentation du tout philosophique[pas clair].

## Les ordres des colonnes égyptiennes
En Égypte, on distingue six ordres : l’ordre palmiforme, l’ordre proto-dorique, l’ordre lotiforme, l’ordre papyriforme, l’ordre campaniforme, l’ordre hathorique.
- Ordre palmiforme
  - De l’ancien empire égyptien ces colonnes sont très massives
  - Le chapiteau comprend neuf feuilles de palmier ligaturées
  - Le fût est lisse
  - La base est simple
- Ordre proto-dorique
  - Originaire du moyen empire égyptien ces colonnes sont très massives
  - le chapiteau géométrique très simple se confond avec l’abaque.
  - Le fût possède des cannelures
  - La base est très petite ou totalement inexistante
- Ordre lotiforme
  - En forme de lotus fermé.

- Ordre papyriforme
  - à partir du moyen empire
  - les tiges sont ligaturées sur le chapiteau et se prolongent dans le fût
  - l'abaque peut contenir un cartouche
  - base simple
- Ordre campaniforme
  - à partir du moyen empire
  - fût lisse mais peut être couvert de bas reliefs
  - Chapiteau s’évase en forme de cloche inversée couvert de bas reliefs (quand le bas relief représente des papyrus on l'appelle parfois papyrus ouvert)
  - base simple
  - abaque ne se voit pas d'en bas car le chapiteau évasé la dissimule

- Ordre hathorique
  - Chapiteau représentant la déesse Hathor de face sur ses deux ou quatre côtés
  - fût lisse
  - base simple
  - abaque assez grand

## Ordres grecs

Ordres architecturaux des colonnes.

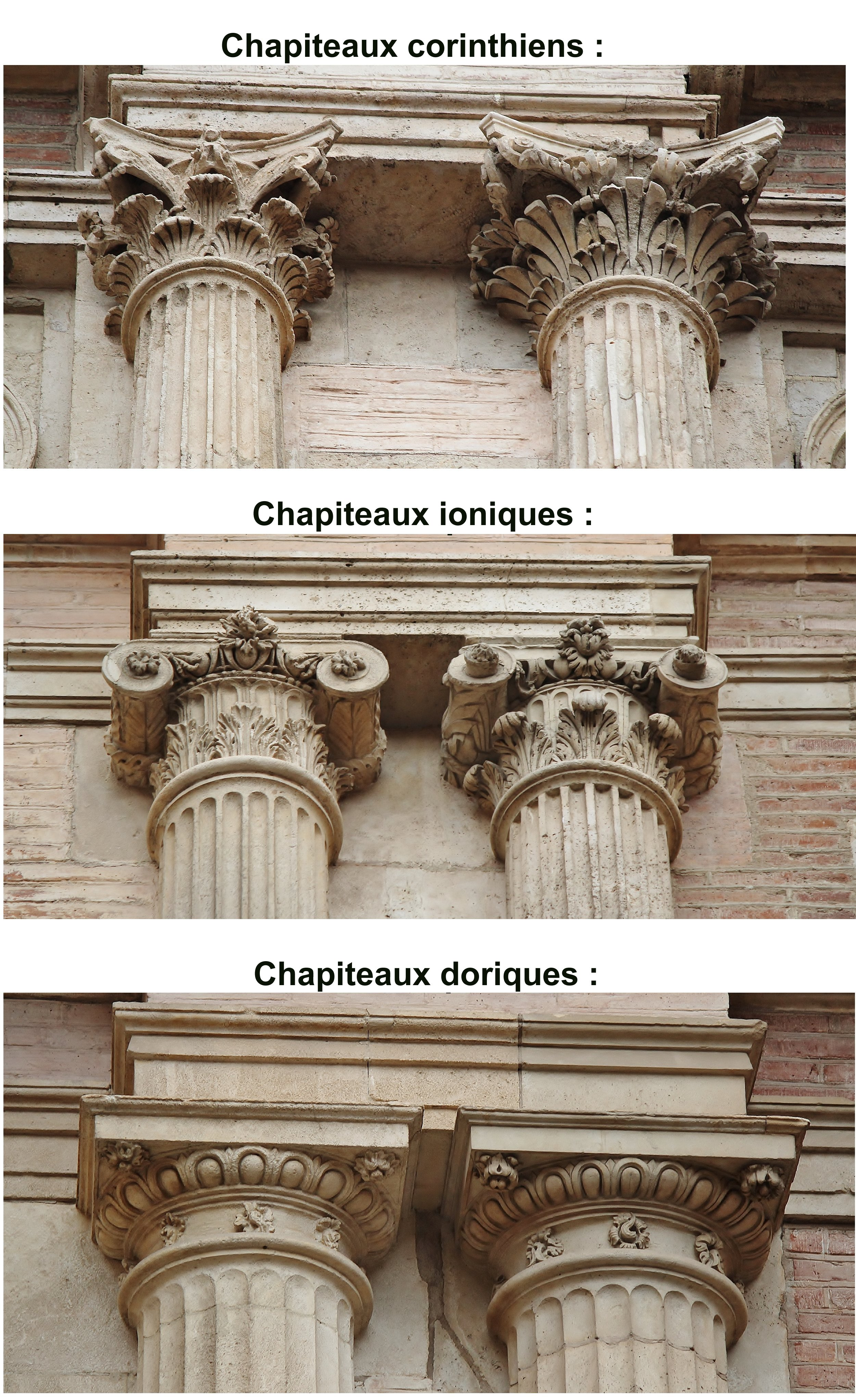
Ordres grecs superposés à l'hôtel d'Assézat (1555-1556).

L'architecture religieuse grecque est codifiée et se base sur des règles de proportion arithmétique. Les ordres architecturaux organisent les proportions, les formes et l'ornementation de toute partie construite. Les Grecs reconnaissent seulement trois ordres: l’ordre dorique, l’ordre ionique et l’ordre corinthien. Chersiphron serait le créateur de l'ordre ionique, et Callimaque de l'ordre corinthien. L'ordre dorique, le premier en date, tel que le montrent sous sa forme la plus ancienne le temple de Corinthe et les temples grecs de Paestum, existe en Égypte deux mille ans avant Périclès. Les premiers temples grecs sont en bois, ce qui explique la plupart des choix esthétiques des temples en pierre. Les annelets des colonnes en pierre sont d'ailleurs à l'origine les cerclages de colonnes en bois des temples primitifs.
- L’ordre dorique est le premier et le plus simple des trois ordres en architecture grecque. La colonne dorique a de quatre à huit mètres de haut et est cannelée. Chez les Anciens, elle était sans base. Son chapiteau se compose de moulures, filets et quarts de rond. L’ordre dorique apparaît vers le milieu du VIIe siècle av. J.-C.[4]. Parmi les bâtiments doriques les plus célèbres, il faut citer le temple de Poséidon à Paestum et évidemment, le Parthénon à Athènes.
- L’ordre ionique est apparu vers 560 av. J.-C.. La colonne ionique va jusqu’à neuf mètres de hauteur et est caractérisée par un chapiteau orné de deux volutes latérales. Des modèles de colonnes de cet ordre peuvent être vus dans le temple d'Athéna Poliade à Athènes, et dans ceux de la Fortune Virile et dans le théâtre de Marcellus à Rome.
- L’ordre corinthien est un ordre architectural grec apparu au milieu du Ve siècle av. J.-C., et dont le caractère est surtout déterminé par une grande richesse d’éléments et par un chapiteau décoré de rangées de feuilles d’acanthe. La colonne corinthienne a ordinairement dix mètres de haut. Le temple de Vesta à Tivoli et celui de Minerve à Assise sont de remarquables exemples de bâtiments d'ordre corinthien.

## Ordres romains

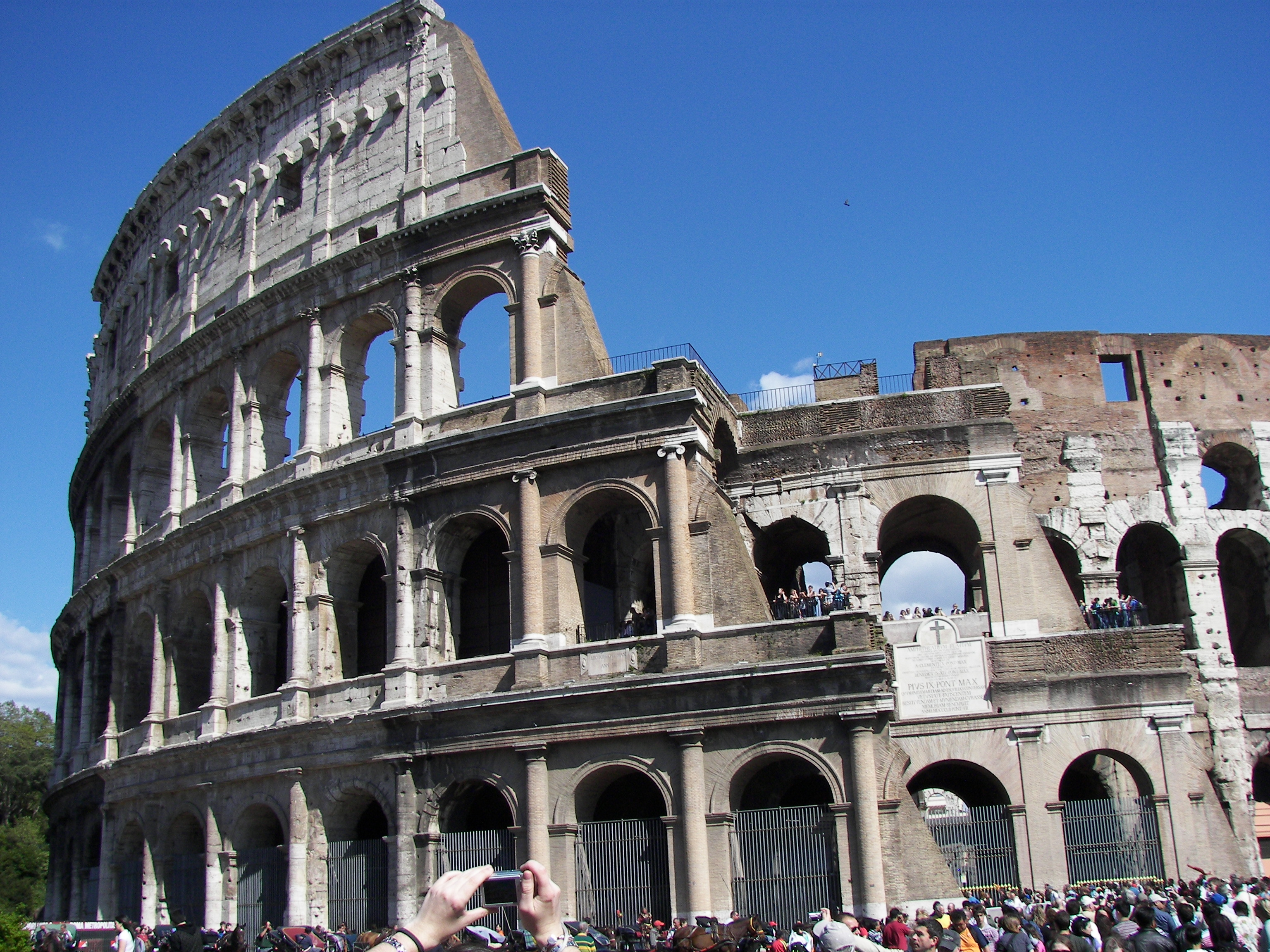
Ordres superposés (toscan, ionique et corinthien) au Colisée de Rome

Les diverses classes de monuments que construit Rome (théâtres, amphithéâtres, arcs de triomphe, basiliques, curies, les uns grecs, les autres romains d'origine) sont composés d'éléments empruntés primitivement à la Grèce. On y emploie ces trois premiers ordres, plus ou moins modifiés ou altérés par le génie et le goût romains. Cette altération reste peu sensible dans le petit nombre des monuments de la république dont il reste quelque chose, encore presque purement grecs, réalisés par des architectes grecs ou des disciples dociles des Grecs. Les Romains n'en savent pas encore assez pour oser être eux-mêmes et, à cette ignorance timide, les monuments gagnent sinon en originalité, du moins en pureté. Cette pureté se corrompt à mesure que la brutalité romaine l'emporte sur la délicatesse grecque, mais alors les Romains, en mettant leurs défauts dans l'architecture, y mettent leurs qualités propres, remplaçant l'élégance par la grandeur et la pureté par la force.
L'ordre dorique semble avoir été le premier employé à Rome. Il y paraît dans les premiers siècles de la république, ne se continue sous l'empire qu'associé à l'ionique et au corinthien ; à Rome, il se transforme un peu: le chapiteau perd sa simplicité primitive, la colonne a une base que, dans son principe, la colonne dorique grecque n'avait pas. La volute grecque, celle par exemple des colonnes ioniques de l'Érechthéion d'Athènes, est plus gracieuse que les volutes romaines, moins développées. Presque toujours; les Grecs infléchissent la ligne horizontale qui les réunit ; cela n'a jamais lieu dans l'ionique romain ; à cette charmante ondulation les Romains substituent constamment la ligne droite, leur ligne.
L'ordre corinthien, le plus riche, le plus fleuri des trois, est connu surtout par sa transformation romaine. Dans les spécimens grecs conservés, assez rares, il a plus de sobriété et de naturel, les feuilles du chapiteau imitent plus naïvement la nature. À Rome, elles sont d'une exubérance splendide, mais le convenu dans la disposition générale et la sécheresse dans les détails s'y font souvent sentir. L'ordre corinthien envahit surtout l'architecture de l'empire, mais il n'est pas étranger à la république. Dans quelques monuments romains de cette époque, il se montre plus près du goût grec. Les conditions imposées à l'ornementation par l'origine même de l'architecture, la construction en bois, restent méconnues par les Romains qui faussent ainsi le sens de ces ornements en les détournant de leur étymologie.
Les Romains confondent les trois ordres d'architecture, que les Grecs en général séparent soigneusement, mais qu'ils mêlent aussi parfois. Ce que les Romains inventent n'est ni très original ni très heureux; l'ordre toscan est un dorique imparfait et le composite un mélange bâtard de l'ionique et du corinthien. Sauf ces différences et quelques autres, l'architecture romaine n'offre bien souvent qu’une reproduction de l’architecture grecque ; même les colonnes surmontées par des statues, comme les colonnes Trajane et Antonine, existent en Grèce.
- L’ordre toscan, ordre de l'architecture classique, est une forme simplifiée de l’ordre architectural dorique grec. Les colonnes toscanes ont sept diamètres de hauteur, y compris la base et le fût. L’échine est plus arrondie et le fût plus galbé. Ce n’est que par les historiens que nous connaissons l'existence de cet ordre car aucun spécimen de construction toscane antique ne nous est resté.
- L’ordre composite est un ordre d'architecture de création romaine dont le caractère, combinaison d'une base ionique, d’un fût de colonne dorique, d’un chapiteau ionique ou corinthien, est spécialement déterminé par un chapiteau à volutes et des feuilles d’acanthe. La colonne composite à dix diamètres de haut.
- Les ordres superposés  sont des ordres ioniques, doriques, corinthiens portant les uns sur les autres, chacun étant particulier à un étage de la construction. La cariatide et l’atlante sont comptés comme un ordre. Les ordres superposés sont utilisés par exemple dans l'architecture des amphithéâtres.

## Ordres succédant aux ordres gréco-romains antiques
- L’ordre colossal est un ordre régnant sur plusieurs étages, sur la presque totalité de la hauteur de la construction. Cette disposition est apparue timidement au cours du XVe siècle, et s’est généralisée au milieu du XVIe siècle.
- L’ordre attique est un petit ordre de pilastres très courts plaqués sur un attique qui a une corniche architravée pour entablement. Par exemple au château de Versailles, à l’Hôpital Édouard-Herriot.

## Usage des ordres de l'architecture classique

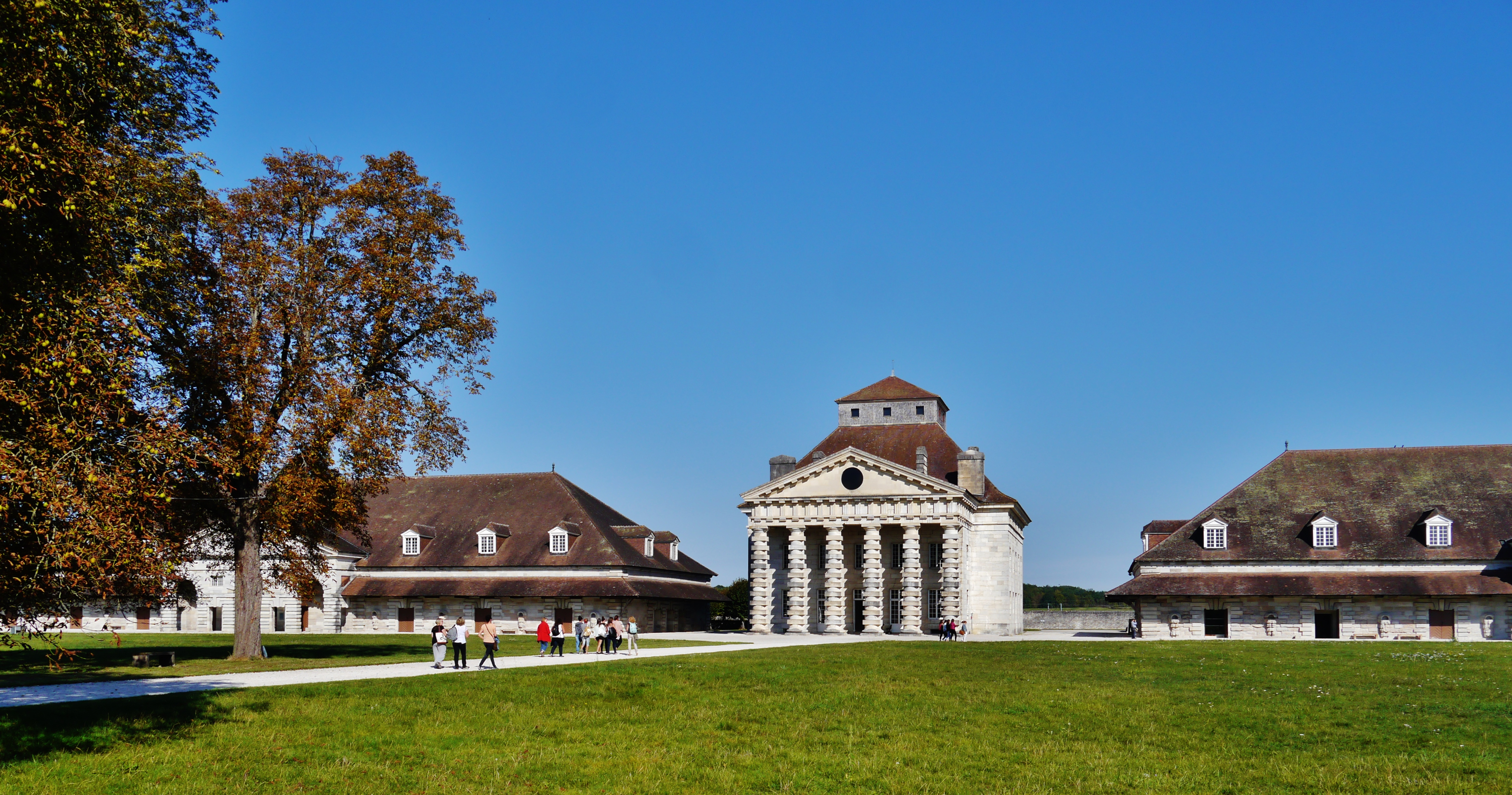
Salines d'Arc-et-Senans, maison du directeur et ateliers.

- Des ordres architecturaux propres à des architectes néoclassiques du XVIIIe siècle existent et sont des dispositions reprenant la modélisation antique avec une mise en forme des colonnes et frontons particulière à l’architecte (Étienne-Louis Boullée, Claude Nicolas Ledoux...).